# Sebastian Szypuła
Sebastian Szypuła (ur. 14 września 1992) – polski kajakarz, mistrz świata (2013), mistrz Polski, medalista Letniej Uniwersjady w Kazaniu (2013) i mistrzostw Europy.

## Kariera sportowa
Jest zawodnikiem Zawiszy Bydgoszcz. Jego największym sukcesem jest złoty medal mistrzostw świata w 2013 w konkurencji K-1 4 x 200 m (partnerami byli Piotr Siemionowski, Denis Ambroziak i Dawid Putto) oraz brązowy medal mistrzostw Europy w 2012 w konkurencji K-2 200 m (z Dawidem Putto). Ponadto na Letniej Uniwersjadzie w 2013 zdobył trzy brązowe medale: w konkurencjach K-2 200 m (z Dawidem Putto), K-4 200 m (z Denisem Ambroziakiem, Dawidem Putto i Bartoszem Stabno) i K-4 500 m (z Pawłem Szandrachem, Mariuszem Kujawskim i Dawidem Putto).
Ponadto na mistrzostwach Europy w 2013 zajął 8. miejsce w konkurencji K-2 200 m.
Jest 11-krotnym mistrzem Polski: 
- K-1 200 m: 2015
- K-2 200 m: 2013, 2015 (w obu startach z Piotrem Mazurem)
- K-1 4 x 200 m: 2011, 2012, 2013, 2014
- K-4 200 m: 2015
- K-4 1000 m: 2011, 2012, 2013